# Ligariella trigonalis
Ligariella trigonalis är en bönsyrseart som beskrevs av Henri Saussure 1899. Ligariella trigonalis ingår i släktet Ligariella och familjen Mantidae. Inga underarter finns listade i Catalogue of Life.